# فولتون (ميزوري)
فولتون (بالإنجليزية: Fulton)‏ هي مدينة أمريكية تقع في ولاية ميزوري. تبلغ مساحة هذه المدينة 29.4 (كم²)،ويبلغ عدد سكانها 12790 نسمة حسب إحصاء سنة 2010 م 12790.تشير إحصاءات سنة 2000م بأن الكثافة السكانية في هذه المدينة تقدر بـ(414) نسمة/كم2 

## التركيبة السكانية
قام مكتب تعداد الولايات المتحدة بتحديد بيانات التركيبة السكانية لفولتون في تعداد الولايات المتحدة. في ما يلي، التركيبة السكانية حسب تعدادي 2000 و2010.

### تعداد عام 2000
بلغ عدد سكان فولتون 12,128 نسمة بحسب تعداد عام 2000، وبلغ عدد الأسر 3,700 أسرة وعدد العائلات 2,208 عائلة مقيمة في المدينة. في حين سجلت الكثافة السكانية 1,072.3 نسمة لكل ميل مربع (414.0/كم2). وبلغ عدد الوحدات السكنية 4,131 وحدة بمتوسط كثافة قدره 365.2 نسمة لكل ميل مربع (141.0/كم2).
وتوزع التركيب العرقي للمدينة بنسبة 81.26% من البيض و 0.41% من الأمريكيين الأصليين و 1.06% من الأمريكيين ذوي الأصول الآسيوية و 0.02% من سكان جزر المحيط الهادئ و 15.44% من الأمريكيين الأفارقة و 1.43% من عرقين مختلطين أو أكثر.
بلغ عدد الأسر 3,700 أسرة كانت نسبة 28.9% منها لديها أطفال تحت سن الثامنة عشر تعيش معهم، وبلغت نسبة الأزواج القاطنين مع بعضهم البعض 40.9% من أصل المجموع الكلي للأسر، ونسبة 14.8% من الأسر كان لديها معيلات من الإناث دون وجود شريك، وكانت نسبة 40.3% من غير العائلات. تألفت نسبة 33.5% من أصل جميع الأسر من أفراد ونسبة 14.9% كانوا يعيش معهم شخص وحيد يبلغ من العمر 65 عاماً فما فوق. وبلغ متوسط حجم الأسرة المعيشية 2.90، أما متوسط حجم العائلات فبلغ 2.28.
بلغ العمر الوسطي للسكان 33 عاماً. وكانت نسبة 18.0% من القاطنين تحت سن الثامنة عشر، وكانت نسبة 20.0% بين الثامنة عشر والأربعة وعشرون عاماً، ونسبة 31.1% كانت واقعةً في الفئة العمرية ما بين الخامسة والعشرون حتى والأربعة وأربعون عاماً، ونسبة 16.9% كانت ما بين الخامسة والأربعون حتى الرابعة والستون، ونسبة 14.0% كانت ضمن فئة الخامسة والستون عاماً فما فوق. يوجد لكل 100 أنثى 129.8 ذكر، ويوجد لكل 100 أنثى في الثامنة عشر من عمرها فما فوق 134.8 ذكر.
بلغ متوسط دخل الأسرة في المدينة 32,635 دولار، أما متوسط دخل العائلة فبلغ 41,722 دولار. وكان متوسط دخل الذكور 27,418 دولار مقابل 21,663 دولار للإناث. وسجل دخل الفرد الخاص بالمدينة 14,489 دولار. وكانت نسبة 8.4% من العائلات ونسبة 11.9% من السكان تحت خط الفقر، وكان من هؤلاء نسبة 16.1% تحت سن الثامنة عشر ونسبة 6.3% في الخامسة والستين من العمر وما فوق.

### تعداد عام 2010
بلغ عدد سكان فولتون 12,790 نسمة بحسب تعداد عام 2010، وبلغ عدد الأسر 4,085 أسرة وعدد العائلات 2,255 عائلة مقيمة في المدينة. في حين سجلت الكثافة السكانية 1,043.2 نسمة لكل ميل مربع (402.8/كم2). وبلغ عدد الوحدات السكنية 4,602 وحدة بمتوسط كثافة قدره 375.4 لكل ميل مربع (144.9/كم2).
وتوزع التركيب العرقي للمدينة بنسبة 83.4% من البيض و 0.5% من الأمريكيين الأصليين و 1.2% من الأمريكيين ذوي الأصول الآسيوية و 12.0% من الأمريكيين الأفارقة و 2.3% من عرقين مختلطين أو أكثر.
بلغ عدد الأسر 4,085 أسرة كانت نسبة 28.5% منها لديها أطفال تحت سن الثامنة عشر تعيش معهم، وبلغت نسبة الأزواج القاطنين مع بعضهم البعض 36.3% من أصل المجموع الكلي للأسر، ونسبة 14.2% من الأسر كان لديها معيلات من الإناث دون وجود شريك، بينما كانت نسبة 4.7% من الأسر لديها معيلون من الذكور دون وجود شريكة وكانت نسبة 44.8% من غير العائلات. تألفت نسبة 37.4% من أصل جميع الأسر من أفراد ونسبة 14.2% كانوا يعيش معهم شخص وحيد يبلغ من العمر 65 عاماً فما فوق. وبلغ متوسط حجم الأسرة المعيشية 2.93، أما متوسط حجم العائلات فبلغ 2.23.
بلغ العمر الوسطي للسكان 31.3 عاماً. وكانت نسبة 17.4% من القاطنين تحت سن الثامنة عشر، وكانت نسبة 21.6% بين الثامنة عشر والأربعة وعشرون عاماً، ونسبة 27.4% كانت واقعةً في الفئة العمرية ما بين الخامسة والعشرون حتى والأربعة وأربعون عاماً، ونسبة 21.2% كانت ما بين الخامسة والأربعون حتى الرابعة والستون، ونسبة 12.4% كانت ضمن فئة الخامسة والستون عاماً فما فوق. وتوزع التركيب الجنسي للسكان بنسبة 54.8% ذكور و45.2% إناث.